# 2019冠狀病毒病疫苗授權列表
本列表列出各項2019冠状病毒病疫苗依據醫療產品法律規範所進行的授權，現有14款疫苗受到各地區政權頒發緊急使用授權，其中至少有9款疫苗受世界衛生組織PQ/EUL或嚴格監管機構通過緊急使用。

## 地圖總覽
| - DNA及RNA疫苗 輝瑞－BNT（复必泰） 莫德纳 ZyCoV-D - 病毒載體疫苗 阿斯利康 衛星V 嬌生 克威莎（康希诺） Sputnik Light - 滅活疫苗 眾愛可維（国药北京） 眾康可維（国药武汉） 克尔来福（科兴） Covaxin 其他灭活疫苗 - 次單位疫苗 Novavax 阿布達拉 智克威得 EpiVacCorona 主權二號 其他次單位疫苗 |

## 英國

### 阿斯利康疫苗
牛津－阿斯利康2019冠状病毒病疫苗（Astra Zeneca）又名為、，在台灣通稱為AZ疫苗，代号为AZD1222，是由英國牛津大學與阿斯利康製藥合作研發，以非複製型病毒載體為技術基礎，是一款針對2019冠狀病毒病的預防疫苗。
- 全面授權

1. 巴西[4]
2. 澳大利亞[5][6]

- 緊急授權使用

1. 阿富汗[7][8]
2. 阿爾巴尼亞[9]
3. 阿爾及利亞[10]
4. 安道爾[11]
5. 安哥拉[12]
6. 阿根廷[13]
7. 巴林[14]
8. 孟加拉國[15][16]
9. 不丹[17][18]
10. 玻利維亞[19]
11. 波斯尼亞和黑塞哥維那[20]
12. 博茨瓦納[21]
13. 汶萊[22]
14. 柬埔寨[19]
15. 加拿大[23][24]
16. 維德角[25]
17. 智利[26]
18. 哥倫比亞[27]
19. 剛果民主共和國[28]
20. 哥斯大黎加[29]
21. 吉布地[19]
22. 多米尼加共和國[30]
23. 東帝汶[31]
24. 厄瓜多[32]
25. 埃及[33]
26. 薩爾瓦多[34]
27. 史瓦帝尼[35]
28. 衣索比亞[36][37][38]
29. 斐濟[19]
30. 甘比亞[39]
31. 喬治亞[40]
32. 迦納[41]
33. 瓜地馬拉[42]
34. 幾內亞比索 [43]
35. 洪都拉斯[19]
36. 匈牙利[44]
37. 印度[45]
38. 印尼[46]
39. 伊朗[47]
40. 伊拉克[48]
41. 日本[49]
42. 約旦[50]
43. 象牙海岸[51]
44. 肯亞[52]
45. 科索沃[53][54]
46. 科威特[55]
47. 黎巴嫩[56]
48. 賴索托[57]
49. 賴比瑞亞[58]
50. 利比亞[59][60]
51. 馬拉威[61][62]
52. 馬來西亞[63]
53. 馬爾地夫[64]
54. 馬利[65]
55. 模里西斯[66]
56. 墨西哥[67]
57. 摩多瓦[68]
58. 蒙古[69]
59. 摩洛哥[70]
60. 緬甸[71]
61. 納米比亞[72]
62. 諾魯[73]
63. 尼泊爾[74]
64. 尼加拉瓜[19]
65. 奈及利亞[75]
66. 北馬其頓[76]
67. 阿曼[19]
68. 巴基斯坦[77]
69. 巴勒斯坦[19]
70. 巴拿馬[19]
71. 巴布亞新幾內亞[78][79]
72. 祕魯 [80]
73. 菲律賓[81]
74. 盧安達[82]
75. 薩摩亞[73]
76. 聖多美普林西比[19]
77. 沙烏地阿拉伯[83]
78. 塞爾維亞[84]
79. 塞席爾[85]
80. 獅子山[86]
81. 所羅門群島[19]
82. 索馬利亞[87]
83. 南非[88]
84. 南韓[89][90]
85. 南蘇丹[91]
86. 斯里蘭卡[92]
87. 蘇丹[93][94]
88. 中華民國[95]
89. 塔吉克斯坦[96]
90. 泰國[97]
91. 多哥[98]
92. 東加[99] [100][101]
93. 吐瓦魯 [102]
94. 烏干達[103]
95. 烏克蘭[104]
96. 英國[105][106][107]
97. 烏拉圭[19]
98. 烏茲別克斯坦[19]
99. 越南[108]
100. 葉門 [109]
101. 尚比亞[110]
EMA夥伴國家
102. 奧地利
103. 比利時
104. 保加利亞
105. 克羅埃西亞
106. 賽普勒斯
107. 捷克
108. 愛沙尼亞
109. 芬蘭
110. 法國
111. 德國
112. 希臘
113. 匈牙利
114. 冰島
115. 愛爾蘭
116. 義大利
117. 拉脫維亞
118. 列支敦士登
119. 立陶宛
120. 盧森堡
121. 馬爾他
122. 荷蘭
123. 挪威
124. 波蘭
125. 葡萄牙
126. 羅馬尼亞
127. 斯洛伐克
128. 斯洛維尼亞
129. 西班牙
130. 瑞典
CARPHA（英语：Caribbean Public Health Agency）夥伴國家
131. 安地卡及巴布達
132. 巴哈馬
133. 巴貝多
134. 貝里斯
135. 多明尼加
136. 格瑞那達
137. 蓋亞那
138. 海地
139. 牙買加
140. 聖克里斯多福及尼維斯
141. 聖露西亞
142. 聖文森及格瑞那丁
143. 蘇利南[111]
144. 纽西兰[112]
145. 千里達及托巴哥
CARPHA 非獨立政體[113]
安奎拉
阿魯巴
百慕達
英屬維京群島
荷蘭加勒比區
香港
開曼群島
庫拉索
蒙哲臘
荷屬聖馬丁
土克斯及開科斯群島
其他 非獨立政體
北賽普勒斯[114]
世界衛生組織[115][116][117]

## 德國和美國合作

### 輝瑞－BNT
辉瑞－BioNTech 2019冠状病毒病疫苗，在东亚地区又称“复必泰”、“BNT”，代号为BNT162b2，為一種信使核糖核酸（mRNA）疫苗，由德國BioNTech及美國輝瑞製藥合作開發及生產。
- 全面授權

1. 澳大利亞[121][122]
2. 巴西[123]
3. 紐西蘭[124]
4. 沙烏地阿拉伯[125][126]
5. 瑞士[127][128]
6. 美國[129]

- 緊急授權使用

1. 阿爾巴尼亞[130]
2. 安多拉[131]
3. 阿根廷[132]
4. 巴林[133][134]
5. 波士尼亞與赫塞哥維納[20]
6. 波札那[135]
7. 汶萊[22]
8. 加拿大[136][24][137]
9. 智利[138]
10. 哥倫比亞[139]
11. 哥斯大黎加[140]
12. 厄瓜多[141]
13. 薩爾瓦多[19][142]
14. 瓜地馬拉[42]
15. 伊拉克[143]
16. 以色列[144]
17. 日本[145][146]
18. 約旦[147]
19. 科威特[148]
20. 黎巴嫩[149]
21. 馬來西亞[150]
22. 馬爾地夫[151]
23. 馬紹爾群島
24. 墨西哥[152][153]
25. 密克羅尼西亞
26. 摩爾多瓦[68]
27. 摩洛哥[154]
28. 蒙古[155]
29. 北馬其頓[156]
30. 阿曼[157]
31. 帛琉
32. 巴勒斯坦[19]
33. 巴拿馬[158]
34. 祕魯[159]
35. 菲律賓[160]
36. 卡達[161]
37. 盧安達[19]
38. 塞爾維亞[162][163]
39. 新加坡[164]
40. 南非[165][166]
41. 南韓[167][168]
42. 泰國[169]
43. 突尼西亞[88]
44. 土耳其[170]
45. 烏克蘭[171]
46. 阿拉伯聯合大公國[172]
47. 英國[173][174][175]
48. 美國[176][177]
49. 烏拉圭[178]
50. 梵蒂岡[179][180]
EMA夥伴國家[181]
51. 奧地利
52. 比利時
53. 保加利亞
54. 克羅埃西亞
55. 賽普勒斯
56. 捷克
57. 丹麥
58. 愛沙尼亞
59. 芬蘭
60. 法國
61. 德國
62. 希臘
63. 匈牙利
64. 冰島
65. 愛爾蘭
66. 義大利
67. 拉脫維亞
68. 列支敦士登
69. 立陶宛
70. 盧森堡
71. 馬爾他
72. 荷蘭
73. 挪威
74. 波蘭
75. 葡萄牙
76. 羅馬尼亞
77. 斯洛伐克
78. 斯洛維尼亞
79. 西班牙
80. 瑞典
CARPHA（英语：Caribbean Public Health Agency）夥伴國家[182]
81. 安地卡及巴布達
82. 巴哈馬
83. 巴貝多
84. 貝里斯
85. 多明尼加
86. 格瑞那達
87. 蓋亞那
88. 海地
89. 牙買加
90. 聖克里斯多福及尼維斯
91. 聖露西亞
92. 聖文森及格瑞那丁
93. 蘇利南
94. 千里達及托巴哥
CARPHA 非獨立政體[113]
安奎拉
阿魯巴
百慕達
英屬維京群島
荷蘭加勒比區
開曼群島
庫拉索
蒙哲臘
荷屬聖馬丁
土克斯及開科斯群島
其他 非獨立政體
法羅群島[183]
格陵蘭[184]
香港[185]
澳門[186]
北賽普勒斯[114]
世界衛生組織[115][187]

## 荷兰

### 强生疫苗
强生2019冠状病毒病疫苗，是由位於荷兰莱顿的杨森疫苗及其比利时母公司（同時也是美国強生公司的子公司）杨森制药研发的2019冠状病毒病疫苗。
- 全面授權

1. 瑞士[192][193]

- 緊急授權使用

1. 安道爾[11]
2. 巴林[194][195]
3. 孟加拉[196][197]
4. 博茨瓦納[198]

1. 巴西[199]
2. 文萊[200]
3. 加拿大[201]
4. 智利[202]
5. 哥倫比亞[203]
6. 加納[204]
7. 幾内亞[200]
8. 洪都拉斯[19]
9. 約旦[200]
10. 科威特[205]
11. 利比亞[19]
12. 馬來西亞[206]
13. 馬爾代夫[207]
14. 馬紹爾群島[a]
15. 墨西哥[210]
16. 密克羅尼西亞
17. 摩爾多瓦[211]
18. 摩洛哥[200]
19. 紐西蘭[200]
20. 尼日利亞[212]
21. 帛琉
22. 菲律賓[213]
23. 聖文森及格瑞那丁[214]
24. 沙地阿拉伯[200]
25. 南非[215]
26. 南韓[216]
27. 中華民國[217]
28. 泰國[218]
29. 突尼西亞[219]
30. 烏克蘭[200]
31. 英國[220]
32. 美國[221][222]
33. 尚比亞[110][223][224]
EMA夥伴國家[181]
34. 奧地利
35. 比利時
36. 保加利亞
37. 克羅埃西亞
38. 賽普勒斯
39. 捷克
40. 愛沙尼亞
41. 芬蘭
42. 法國
43. 德國
44. 希臘
45. 匈牙利
46. 冰島
47. 愛爾蘭
48. 義大利
49. 拉脫維亞
50. 列支敦士登
51. 立陶宛
52. 盧森堡
53. 馬爾他
54. 荷蘭
55. 挪威
56. 波蘭
57. 葡萄牙
58. 羅馬尼亞
59. 斯洛伐克
60. 斯洛維尼亞
61. 西班牙
62. 瑞典
CARPHA（英语：Caribbean Public Health Agency）夥伴國家[225][226]
63. 安地卡及巴布達
64. 巴哈馬
65. 巴貝多
66. 貝里斯
67. 多明尼加
68. 格瑞那達
69. 蓋亞那
70. 海地
71. 牙買加
72. 聖克里斯多福及尼維斯
73. 聖露西亞
74. 聖文森及格瑞那丁
75. 蘇利南
CARPHA 非獨立政體[225]
安奎拉
阿魯巴
百慕達
英屬維京群島
荷蘭加勒比區
開曼群島
庫拉索
蒙哲臘
荷屬聖馬丁
土克斯及開科斯群島
非獨立政體
美屬薩摩亞[200]
法屬波利尼西亞[200]
格陵蘭[227]
關島[200]
北馬里亞納群島[200]
波多黎各[200]
世界衛生組織[228]
非洲監管機構[229]

## 美國

### 莫德納
莫德纳2019冠状病毒病疫苗，藥品代號為mRNA-1273，在台灣簡稱為莫德納。是美國國家過敏和傳染病研究所、美國生物醫學高級研究與開發管理局和莫德纳合作開發的2019冠状病毒病疫苗，為一種信使核糖核酸（mRNA）疫苗。
- 全面授權

1. 瑞士[233]
2. 英國[234][235]

- 緊急授權使用

1. 安多拉[11]
2. 加拿大[236][24]
3. 瓜地馬拉[42]
4. 宏都拉斯[237]
5. 以色列[238]
6. 科威特[239]
7. 馬紹爾群島
8. 密克羅尼西亞
9. 蒙古[69]
10. 帛琉
11. 巴勒斯坦[19]
12. 菲律賓[240]
13. 日本 [49]
14. 卡達[241]
15. 盧安達[19]
16. 聖文森及格瑞那丁[214]
17. 沙烏地阿拉伯[83]
18. 新加坡[242]
19. 南韓[243]
20. 中華民國[244]
21. 泰國[245]
22. 越南[246]
23. 印度尼西亚[247]
24. 阿拉伯联合酋长国[248]
25. 美國[249][250]
EMA夥伴國家[181]
26. 奧地利
27. 比利時
28. 保加利亞
29. 克羅埃西亞
30. 賽普勒斯
31. 捷克
32. 丹麥
33. 愛沙尼亞
34. 芬蘭
35. 法國
36. 德國
37. 希臘
38. 匈牙利
39. 冰島
40. 愛爾蘭
41. 義大利
42. 拉脫維亞
43. 列支敦士登
44. 立陶宛
45. 盧森堡
46. 馬爾他
47. 荷蘭
48. 挪威
49. 波蘭
50. 葡萄牙
51. 羅馬尼亞
52. 斯洛伐克
53. 斯洛維尼亞
54. 西班牙
55. 瑞典
非獨立政體
世界衛生組織[251]

## 中华人民共和国

### 眾愛可維
眾愛可維，藥品代號為BBIBP-CorV，也称国药疫苗、“国药北京疫苗”，是一款由中華人民共和國國藥集團北京生物製品研究所研發的滅活疫苗。
- 全面授權

1. 巴林[254]
2. 中華人民共和國[255]
3. 塞席爾[256]
4. 阿拉伯聯合大公國[257][258]
非獨立政體
澳門[259]

- 緊急授權使用

1. 阿富汗[260]
2. 阿爾及利亞[261]
3. 安哥拉[262]
4. 阿根廷[263]
5. 孟加拉[264]
6. 白俄羅斯[265]
7. 玻利維亞[266]
8. 汶萊[267]
9. 柬埔寨[268]
10. 喀麥隆[19]
11. 剛果共和國[19]
12. 多明尼加[269]
13. 埃及[270]
14. 赤道幾內亞[271]
15. 衣索比亞[272]
16. 加彭[273]
17. 蓋亞那[274]
18. 匈牙利[275][276]
19. 印尼[277]
20. 伊朗[278]
21. 伊拉克[48]
22. 約旦[279]
23. 哈薩克[280]
24. 吉爾吉斯[281]
25. 寮國[282]
26. 黎巴嫩[283]
27. 馬爾地夫[284]
28. 茅利塔尼亞[285]
29. 摩爾多瓦[286]
30. 蒙古[287]
31. 蒙特內哥羅[288]
32. 摩洛哥[289]
33. 莫三比克[290]
34. 納米比亞[291]
35. 尼泊爾[292]
36. 北馬其頓[293]
37. 尼日[294]
38. 巴勒斯坦[295]
39. 巴基斯坦[296]
40. 秘魯[297]
41. 索馬利亞[298]
42. 塞內加爾[299]
43. 塞爾維亞[300]
44. 獅子山[301]
45. 斯里蘭卡[302]
46. 蘇丹[303][304]
47. 委內瑞拉[305]
48. 越南[306]
49. 辛巴威[307]
非獨立政體
世界衛生組織[308][309]

### 克尔来福
克尔来福（CoronaVac），也称“科兴疫苗”，是由科興生物所研發的一款滅活疫苗。
- 全面授權

1. 中華人民共和國[313]

- 緊急授權使用

1. 阿爾巴尼亞[9]
2. 亞塞拜然[314]
3. 貝南[315]
4. 玻利維亞[316]
5. 波士尼亞與赫塞哥維納[317]
6. 巴西[318]
7. 柬埔寨[319]
8. 智利[320]
9. 哥倫比亞[321]
10. 多明尼加共和國[322]
11. 厄瓜多[323]
12. 埃及[324]
13. 薩爾瓦多[325]
14. 斐濟[326]
15. 印尼[327][328]
16. 寮國[313]
17. 利比亞[19]
18. 馬來西亞[63]
19. 墨西哥[329]
20. 巴基斯坦[330]
21. 巴拿馬[331]
22. 巴拉圭[332]
23. 菲律賓[333]
24. 泰國[334]
25. 突尼西亞[335]
26. 土耳其[336]
27. 烏克蘭[337]
28. 烏拉圭[313]
29. 辛巴威[338]
非獨立政體
香港[339]
北賽普勒斯[114]
世界衛生組織'[340]

### 克威莎
克威莎，也称“康希诺新冠疫苗”，藥物代號為Ad5-nCoV，是一款由康希诺生物與中国人民解放军军事科学院军事医学研究院生物工程研究所所共同研發的病毒載體疫苗。
- 全面授權

1. 中華人民共和國[342]

- 緊急授權使用

1. 阿根廷[343]

1. 智利[344]
2. 厄瓜多爾[345]
3. 匈牙利[346][276]
4. 馬來西亞[347]
5. 墨西哥[329]
6. 摩爾多瓦[211]
7. 巴基斯坦[348]
非獨立政體
世界衛生組織

### 智克威得
智克威得（RBD-Dimer），也称“智飞疫苗”，又以开发代号称為ZF2001，是一款由中華人民共和國安徽智飞龙科马生物制药有限公司所生產的亞單位疫苗。
- 全面授權

（暂无）
- 緊急授權使用

1. 中華人民共和國[350]
2. 烏茲別克[351][352]

### 众康可维
众康可维，也称“国药武汉疫苗”，是由中華人民共和國國藥集團武汉生物制品研究所研發的滅活疫苗。
- 全面授權

- 緊急授權使用

1. 中華人民共和國[353]
2. 阿拉伯聯合大公國[88]

## 俄罗斯

### 衛星V
加马列亚2019冠状病毒病疫苗，商品名“衛星V”，是一款由俄罗斯加马列亚流行病与微生物学国家研究中心开发的病毒載體疫苗。
- 全面授權

1. 土庫曼[355][356]
2. 烏茲別克[357]

- 緊急授權使用

1. 阿爾巴尼亞[9]
2. 阿爾及利亞[358]
3. 安哥拉[359]
4. 安地卡及巴布達[360]
5. 阿根廷[361]
6. 亞美尼亞[362]
7. 阿塞拜疆[363][364]
8. 巴林[365]
9. 孟加拉國[366]
10. 白俄羅斯[367]
11. 玻利維亞[368]
12. 波士尼亞與赫塞哥維納[369]
13. 喀麥隆[370]
14. 剛果共和國[359]
15. 吉布地[359]
16. 埃及[33]
17. 加彭[371]
18. 迦納[372]
19. 瓜地馬拉[373]
20. 幾內亞[374]
21. 蓋亞那[375]
22. 宏都拉斯[376]
23. 匈牙利[377][369][276]
24. 印度[378]
25. 伊朗[379]
26. 伊拉克[380]
27. 約旦[381]
28. 哈薩克[382]
29. 肯亞[383]
30. 吉爾吉斯[384]
31. 寮國[282]
32. 黎巴嫩[385]
33. 利比亞[59][60]
34. 馬利[386]
35. 模里西斯[387]
36. 墨西哥[388]
37. 蒙古[389]
38. 摩爾多瓦[68]
39. 蒙特內哥羅[390]
40. 摩洛哥[391]
41. 緬甸[392]
42. 納米比亞[393]
43. 尼泊爾[394]
44. 尼加拉瓜[395]
45. 北馬其頓[396]
46. 巴基斯坦[397]
47. 巴勒斯坦[398]
48. 巴拿馬[399]
49. 巴拉圭[400]
50. 菲律賓[401]
51. 俄羅斯[402]
52. 聖文森及格瑞那丁[214]
53. 聖馬利諾[403][404]
54. 塞爾維亞[405]
55. 塞席爾[406]
56. 斯洛伐克[407]
57. 斯里蘭卡[408]
58. 敘利亞[409]
59. 泰國[410]
60. 土耳其[411]
61. 突尼西亞[412]
62. 阿拉伯聯合大公國[413]
63. 烏拉圭[414]
64. 委內瑞拉[415]
65. 越南[416]
66. 辛巴威[338]

### 衛星 Light
衛星 Light是一款病毒載體疫苗 ，由俄羅斯加馬利亞流行病學和微生物學研究所生產。
- 全面授權

（暂无）
- 緊急授權使用

1. 俄羅斯[418]

### EpiVacCorona
EpiVacCorona是一款由俄羅斯國家病毒學與生物技術研究中心所生產的肽疫苗。
- 全面授權

1. 土庫曼[420][421]

- 緊急授權使用

1. 白俄羅斯[422]
2. 俄羅斯[423][424]

### CoviVac
CoviVac是一款由俄羅斯楚馬科夫研究中心所研發的滅活疫苗。
- 全面授權

（暂无）
- 緊急授權使用

1. 俄羅斯[427]

## 印度

### Covaxin
Covaxin，藥物代號為BBV152，是一款由印度医学研究理事会與巴拉特生物技術公司共同研發的滅活疫苗。
- 全面授權

1. 印度[429][45]

- 緊急授權使用

1. 波札那[430]
2. 瓜地馬拉[430]
3. 蓋亞那[430]
4. 伊朗[429][431]
5. 緬甸[429]
6. 模里西斯[429][432]
7. 墨西哥[433]
8. 尼加拉瓜[430]
9. 尼泊爾[434]
10. 巴拉圭[435][436]
11. 菲律賓[213]
12. 委內瑞拉[430]
13. 辛巴威[429][437]

## 哈薩克

### QazCovid-in
QazCovid-in，又名為QazVac，是一款由哈薩克教育和科学部生物安全问题研究所研發出的滅活疫苗。
- 全面授權

（暂无）
- 緊急授權使用

1. 哈薩克[438]

## 中華民國和美國合作

### 高端疫苗
高端新冠肺炎疫苗是一款次單位疫苗，又名為MVC-COV1901，由臺灣高端疫苗生物製劑公司及美國Dynavax研發。
全面授權 (0)
緊急使用授權 (2)
1. 中華民國[439]
2. 巴拉圭[440]
3. 索馬利蘭[441]